# Особняк Мстителей
Особняк Мстителей (англ. Avengers Mansion) — здание, появившееся в комиксах  издательства Marvel Comics и традиционно бывшее штаб-квартирой Мстителей. Расположено по адресу 890 Пятая авеню, Манхэттен, Нью-Йорк.

## Прообраз
По словам Стэна Ли, одного из создателей комиксов о Мстителях из вселенной Marvel, этот дом имел реальный прообраз:

«Там был особняк под названием Музей Фрика, мимо которого я часто ходил. Я как бы взял его за основу. Красивое, большое, такое впечатляющее здание, прямо на Пятой авеню».
Оригинальный текст (англ.)«There was a mansion called the Frick Museum that I used to walk past. I sort of modeled it after that. Beautiful, big, so impressive building, right on Fifth Avenue.»

Ли позже рассказывал:

«Я не могу сказать, сколько я получал фанатских писем от детей, в которых говорилось: „Мы приехали в Нью-Йорк, искали особняк Старка и не могли найти его. Какой у него адрес?“ [смеется] Это улучшало мне настроение. Я чувствовал, что достиг нашей цели. Мы сделали это реалистичным»

В реальности по адресу «890 Пятая авеню — 1 Восточная 70-я стрит» расположен Особняк Фрика, в котором находится Коллекция Фрика.

## История и макет
Когда он был занят, особняк первоначально являлся семейной усадьбой Старков, пока их единственный сын, Тони Старк, не унаследовал своё состояние и вскоре принял вид Железного человека. Он пожертвовал особняк Мстителям и финансировал его через благотворительный Фонд Марии Старк. Это, в первую очередь, заботило дворецкого Старка, Эдвин Джарвис, который не только заботился об особняке, но и обслуживал потребности команды Мстителей. Он служил местом для планирования и разработки стратегии, а также для членов Мстителей, когда им это было нужно.
Он имеет три надземных этажа и три подвальных этажа. Первые три этажа были открыты для публики и имели двенадцать комнат для размещения Мстителей, которые хотели проживать в особняке, а также в квартирах Джарвиса. Часть третьего этажа особняка служила ангаром для тоннелей Мстителей, их основным видом транспорта.
Три этажа под землей были ограничены для общественности и были изменены для потребностей Мстителей. Такие комнаты под землей назывались: палата Говарда Старка «Арсенал», тренажерный зал «Мстители», испытательная комната Соколиного глаза, тренажерный зал (как и Опасная комната Института Ксавьера), криогенная зона хранения, хранилище, в котором хранится сила Джека Сердца и ультра-безопасный монтажный кабинет.
Фантастическая четвёрка заняла временно Особняк Мстителей после того, как их штаб (первоначальное Здание Бакстера) был разрушен.
Особняк был разрушен дважды. Впервые в Avengers: Under Siege, когда огромная группировка «Повелителей зла» во главе с бароном Гельмутом Земо атаковала Мстителей, уничтожила Особняк, избила Геркулеса отправив в кому среди прочего, прежде чем они будут позже отбиты.
Вскоре после этого Мстители переместились на плавучую платформу под названием «Гидро-База», в то время как бывший особняк стал известен как «Парк Мстителей» и не использовался. Затем была также разрушена Гидро-База.
Особняк был показан в истории Damage Control. Реконструкционная фирма была нанята для ремонта и реконструкции особняка, с задачей, которую они легко выполнили. К сожалению, им не удалось переместить его так же легко, и он попал в одну из рек Нью-Йорка.
Позже Мстители построили новую штаб-квартиру на месте Особняка и проживали там до тех пор, пока она не была уничтожена Сборщиками, группой Мстителей из альтернативной вселенной. Уату Наблюдатель, порабощенный злодеем Проктором, привел альтернативную реальную версию оригинального Особняка Мстителей на место как умирающий подарок.
Этот замещающий Особняк пережил бы различные нападения, пока во время Распада Мстителей Алая Ведьма не была ответственна за его уничтожение, в результате чего взорвалась версия нежити Джека Сердца, которая также убила Скотта Лэнга, второго Человека-муравья, и во время Финала Мстителей (январь 2005 года) Старк решил, что с его истощающимися активами он больше не может позволить себе поддерживать здание и он был оставлен в своем заброшенном состоянии, оставленный как памятник Мстителям, которые умерли. Старк, используя своё значительное политическое и социальное влияние, получил основания, объявленные городом Нью-Йорком. С тех пор Молодые Мстители восстановили большую часть статуи на основании особняка. Мстители переехали в Башню Старка, хотя неизвестно, насколько постоянным будет этот шаг, особенно в свете Гражданской войны, что приводит к виртуальному расщеплению Новых Мстителей по линии между теми, кто был за регистрацию и те, кто был против этого.
Даже после его разрушения, особняк остается центром деятельности сверхлюдей. Молодые Мстители были атакованы, а затем побеждены, Кангом Завоевателем. Позже они восстановили многие статуи на особняке, приняв особняк в качестве места для встреч.
Во время самой высокой напряженности в инциденте Гражданской войны Железный Человек и Капитан Америка встречаются на развалинах, чтобы поговорить об этом. Они гастролируют по территории и даже находят заброшенные фотографии в рамке старых союзников.
Бывший мститель Клинт Бартон несколько раз пробивался на площадку с тех пор, как совсем недавно умер Капитан Америка. Он встречается с Тони Старком, чтобы обсудить последствия убийства Стива Роджерса.
После Секретного вторжения Скруллов, агентство М.О.Л.О.Т., заменяющее Щ.И.Т., следило за особняком на случай, если появятся Молодые Мстители, всё ещё желающие отказаться от регистрации. Во всяком случае, молодая группа сделала это, используя здание в качестве центрального пункта для многих встреч.
После Осады Асгарда и в начале Эры Героев Стив Роджерс и Тони Старк продали особняк Люку Кейджу за доллар, что позволило ему нанять свою собственную команду Мстителей и действовать из особняка, в то время как другая команда Мстителей работает в Бесконечном Особняке Мстителей и Башне Мстителей. После продолжительного периода и тяжелого урона благодаря Дэниелу Драмму Новые Мстители растворяются, а Кейдж продает особняк обратно Старку за пять долларов.
После очередной перестановки в реестре особняк переоборудован в качестве штаб-квартиры нового подразделения Неопасных Мстителей, который финансируется Джанет Ван Дайн. Компьютеризированная система ИИ под названием Д.Ж.А.Р.В.И.С. установлена для замены Эдвина Джарвиса (который до сих пор живет в Башне Мстителей с основной командой).
После реконструкции Мультивселенной особняк официально стал тематическим отелем, так как команды Мстителей переходят на другие базы, но они не знают, что Красный Череп и Грех прячутся в надежной комнате под особняком, выполняя неуказанный план.

## Окрестности
Особняк был окружен стеной высотой двенадцать футов и толщиной в один фут, а также множеством высокотехнологичных средств защиты. Главной особенностью защиты были большие ограничительные катушки. Они иногда подкреплялись энергетическими лучами, которые стреляли из земли. Тем не менее эти средства защиты часто портились суперзлодеями, с которыми сталкиваются Мстители. Вскоре после того, как Мстители перебрались в Особняк, Железный человек и Тор перенесли Особняк на 35 футов от улицы, увеличив размер передней лужайки и предоставив Мстителям больше уединения.
Когда Тони Старк был министром обороны Соединенных Штатов, системы безопасности особняка были подкреплены правительственными силами.
Особняк отличался множеством статуй прошлых и настоящих Мстителей, построенных из адамантия. Статуи были уничтожены в битве с Асгардским богом Локи. На одном из деревьев на территории была размещена миниатюрная лаборатория, принадлежащая Хэнку Пиму. Статуи возвращаются в то время, когда «Новые Мстители» покидают особняк.

## Команда поддержки Мстителей
- Антоний «Райдер» Овенс[14] — член бригады, подросток.
- Арнольд «Арни» Роз[15] — публицист, умерший (рак)
- Уильям «Билл» Фостер («Гигант»)[16] — Подрядчик биохимика и Мстителей. Он убит Рагнарёком в гражданской войне.
- Роберт «Боб» Фрэнк—младший (Нукло)[17] — Хранитель и смотритель особняка Мстителей.
- Бадди Сампсон[18] — член подростковой бригады.
- Карлос Альварес[19] — Человек—авангардист, спутник.
- Чарльз Чарли Уоллес[20] — член бригады подросток.
- Консуэла Санчес[21] — Домработница Состава Мстителей и няня Рэйчел Карпентер.
- Даниэлла Томаз[22] — Медсестра подростковой бригады.
- Дэвид Кэннон[23] — Он использовал личность «Чарльза Мэтьюза», который был шофёром Джанет Ван Дайн. Позднее он уволен, когда раскрывается его истинная личность[24].
- Деви Баннерджи[25] — Связист со Мстителями.
- Дайан Арлисс Ньюэлл[15] — Секретарь Состава Мстителей. Жена Уолтера и сестра Тодда Арлисса.
- Донна Мария Пуэнтес[17] — администратор, который позже станет секретарем.
- Дуэйн Джером Фримен[26] — связист Федеральной службы со Мстителями. Дуэйн также является членом Триединого Понимания. Он был убит во время уничтожения Вашингтона Кангом Завоевателем[27].
- Эдвин Джарвис[28] — батлер и начальник штаба. Он был бывшим дворецким семьи Старков. Он был заменен Скруллом во время секретного вторжения[29].
- Эльза Хантер[30] — гувернёрка Томаса и Уильяма Максимофф.
- Эмерсон Бейл[31] — адвокат.
- Эмма Хеджис[32] — кук состава Мстителей.
- Фабиан Станкович[33] — машинист, позже известный как Механаут. Он создает роботов—мстителей после битвы «Натиска», но побежден Джарвисом[34].
- Флоренция «Уэлст» Стивенс[14] — член бригады подросток.
- Фрэнсис Барнум[35] — строитель.
- Франц Антон[36] — одноразовый биохимический консультант.
- Гэри Томаси[37] — сотрудник кухни.
- Гэнджи Одашу[15] — пилот и бывший оператор Сёгун—воинской битвы.
- Гилберт Вон[15] — физик. В настоящее время мёртв.
- Майор Гордон Кеннет Карлсон[38] — Одноразовый врач.
- Грант «Спекуляции» Макинтош[14] — член бригады подросток.
- Гектор Сандроуз[39] — начальник коммуникационных служб мстителей.
- Хелен Бах[40] — няня Томаса и Уильяма Максимова.
- Генрих Питер Гирич[41] — Связи Совета национальной безопасности. Он работал в лагере Хаммонд[42].
- Хэнк Пим  — майордом Состава Мстителей и биохимик.
- Д—р Хьярмал Кнут Свенсон[43] — одноразовый хирург.
- Ян Бёрч[44] — Бухгалтер.
- Ингер Салливан[15] — Адвокат.
- 'Джек Бейл[35] — Мастер строительства.
- Джеймс Кэмпбелл[45] — Европейский смотритель станции, покойный.
- Джеймс Мерч[46] — связист Федеральной службы.
- Джейн Фостер[47] — командный врач.
- Дженис Императо[48] — бухгалтер Фонда Марии Старк.
- Джерин Хогарт[31] — Адвокат.
- Йоахин Мендес[49] — главный строитель Состава Мстителей.
- Джон Джеймсон[50] — пилот. Он когда—то был женат на Дженнифер Уолтерс.
- Хорхе Латхэм[51] — механик Состава Мстителей.
- Хуан Меркадо[52] — член Состава Мстителей.
- К.С. Риттер (Сэм Кейси)[53] — член бригады подросток.
- Кит Кинкейд[54] — врач. Он женат на Джейн Фостер.
- Лорен Тимм[55] — гувернёрка Уильяма и Томаса Максимова.
- М’дака[17] — механик.
- Марилла[56] — няня Луны Максимофф.
- Максвелл Катон[48] — главный бухгалтер Фонда Марии Старк.
- Майкл Костелло[57] — адвокат.
- Майкл О’Брайен[58] — начальник службы безопасности.
- Михаил «Майк» Армстронг[53] — член бригады подросток.
- Пол Эдмондс[59] — психиатр.
- Пол Уизерс[60] — менеджер по строительству.
- Пегги Картер[52] — начальник связи и тётя Шэрон Картер.
- Перси Стивенс[35] — Строительный рабочий.
- Рамон Триго[61] — Мстители Подземцы.
- Раймонд Сикорски[62] — Связи Совета национальной безопасности.
- Роберто Карлос[32] — дворецкий Состава Мстителей.
- Роберто Гонзаго[19] — садовник Состава Мстителей.
- Розалита «Лита» Торрес[63] — горничная Состава Мстителей.
- Рой Сэнфорд[22] — врач.
- Талия Крума[15] — физик.
- Теодор «Тед» Синклер[64] — член бригады подростков.
- Тимоти «Уилс» Вакелин[14] — член бригады подросток.
- Томас «Том» Смит[65] — член бригады подростков. Он стал жестоким и пытался убить Рика Джонса.
- Уильям «Билл» Бишоп[66] — член бригады подростков.
- Уильям «Вилли» Максимиллиан[66] — член бригады подросток.
- Йоланда Руссо[67] — садовник Состава Мстителей.
- Захари Мунхутер[68] — пилот.

## Бесконечный Особняк Мстителей
Бесконечный Особняк Мстителей был создан Хэнком Пимом в карманном измерении, где Тор отправил тело Джанет Ван Дайнн в конце Секретного вторжения. Это был штаб Могильных Мстителей Хэнка Пима и был домом для Академии Мстителей.

## Вне комиксов

### Телевидение
- Особняк Мстителей появляется в мультсериале «Мстители. Всегда вместе».
- Особняк Мстителей появляется в мультсериале «Мстители. Величайшие герои Земли». Он управляется ИИ, обозначением Д.Ж.А.Р.В.И.С..
- Особняк Мстителей появляется в мультсериале «Мстители, общий сбор!» в эпизоде из двух частей «Протокол Мстителей». Особняк разрушен Красным Черепом, что приводит к тому, что команда переходит в Башню Мстителей.

### Видеоигры
- Особняк Мстителей упоминается в Marvel: Ultimate Alliance.
- Особняк Мстителей появляется в Marvel: Avengers Alliance.
- Особняк Мстителей появляется в Marvel Nemesis: Rise of the Imperfects.
- Особняк Мстителей появляется в Lego Marvel Super Heroes. Он изображен как находящийся в Вашингтоне, на Манхэттене.